# КР580ВА93
КР580ВА93 - микросхема из микропроцессорного комплекта серии КР580, программируемый приёмопередатчик системы микропроцессор - канал общего пользования, предназначенный для использования  в устройствах вычислительной техники и измерительной аппаратуре с цифровой обработкой информации.
Микросхема включает в себя:
- девять магистральных усилителей с повышенной емкостной нагрузкой, выходы которых могут программироваться на работу в качестве выхода с тремя состояниями или открытым коллектором (стоком);
- девять приемников с линии с триггером Шмитта на входе, обеспечивающим гистерезис не менее 0,4В;
- дешифратор, позволяющий реализовать четыре варианта приемопередатчика.

## Назначение выводов
| Вывод         | Обозначение    | Тип вывода   | Функциональное назначение выводов |
| ------------- | -------------- | ------------ | --------------------------------- |
| 1             | T/R1           | Вход         | Управление передачей/приемом I    |
| 2             | T/R2           | Вход         | Управление передачей/приемом II   |
| 3             | EOI            | Вход/выход   | Конец передачи или идентификация  |
| 4             | ATN            | Вход/выход   | Управление                        |
| 5-11          | DATA1 - DATA7  | Входы/выходы | Шина данных                       |
| 12, 13        | BUS1, BUS2     | Входы/выходы | Канал общего пользования          |
| 14, 20        | GND            | -            | Общий                             |
| 15-19, 21, 22 | BUS3 - BUS9    | Входы/выходы | Канал общего пользования          |
| 23-25         | DATA8 - DATA10 | Входы/выходы | Шина данных                       |
| 26            | OPTB           | Вход         | Выбор режима работы               |
| 27            | OPTA           | Вход         | Выбор режима работы               |
| 28            | Ucc            | -            | Питание +5В                       |

## Режимы работы
- режим 0: прием / передача управляющих сигналов;
- режим 1: прием / передача данных;
- режим 2: прием / передача управляющих сигналов с функциями контроллера;
- режим 3: прием / передача данных с функциями контроллера.